# Якшич (Хорватия)
Якшич (хорв. Jakšić) — община с центром в одноимённом посёлке в восточной части Хорватии, в Пожежско-Славонской жупании. Население общины 4058 человек (2011), население посёлка — 1877 человек. В состав общины кроме административного центра входят ещё 9 деревень.
Большинство населения общины составляют хорваты — 93,6 %, сербы составляют 4,0 % населения.
Населённые пункты общины находятся в центральной части Пожежской долины между холмистыми грядами Крндийя и Диль. В 5 км к юго-западу находится город Пожега. Через Якшич проходит автодорога Пожега — Нашице.
В окрестностях посёлка обнаружены неолитические стоянки, в ходе археологических работ найдены каменные топоры, стрелы и неолитическая керамика, датируемая 2600—2300 годами до н.э.
Приходская церковь св. Барбары построена в 1720-х годах (перестроена в 1910 году).